# 천태종 (일본)

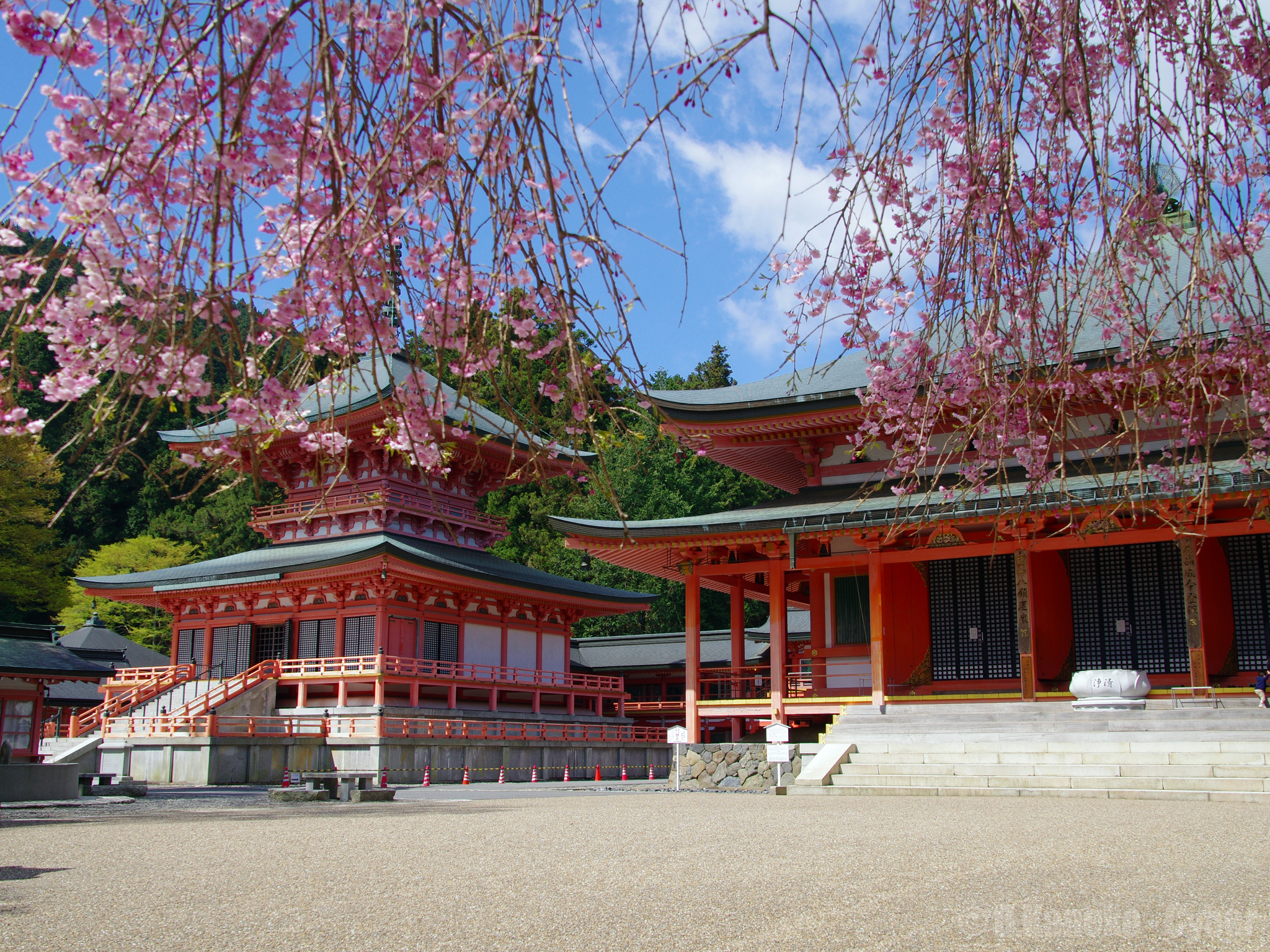
히에이산에 있는 일본 천태종의 총본산 엔랴쿠지

일본의 천태종은 일본어로 덴다이슈(天台宗)라고 부른다. 806년 일본에서 공식적으로 확립된 대승불교다. 창립 이래 히에이산에 기반을 둔 천태종은 헤이안 시대 (794~1185)에 두각을 나타냈다. 점차 강력한 법상종을 능가하고 라이벌 진언종과 경쟁하여 일본 황실에서 가장 영향력있는 종파가 되었다.
가마쿠라 시대 (1185~1333)까지 천태종은 수많은 사원과 광대한 토지를 보유한 일본 불교의 지배적인 종파 중 하나가 되었다. 가마쿠라 시대에 다양한 승려들이 부패한 것으로 보고 천태종 떠나 자신만의 새롭거나 "가마쿠라" 불교 종파를 설립했다. 1571년 오다 노부나가가 엔랴쿠지 본산을 파괴하고 수도를 교토에서 에도로 옮기면서 천태종의 영향력은 더욱 약화되었다.

## 같이 보기
- 천태종
- 엔랴쿠지